# Georges Vigneron
Georges Pierre Alphonse Vigneron (Laken, 15 februari 1880 - Schaarbeek, 7 augustus 1956) was een Belgisch senator.

## Levensloop
Vigneron was beroepshalve reserve-kolonel van de Rijkswacht.
Hij werd lid van de partij Rex en werd voor deze partij in januari 1937 provinciaal senator voor Luik als opvolger van Pierre Lifrange tot in 1939. In 1939 werd hij vervolgens provinciaal senator voor Luxemburg tot in 1946.
Tijdens de oorlog hield hij zich, in tegenstelling tot veel van zijn collega-partijleden, ver buiten de collaboratie.